# 119 a. C.
El año 119 a. C. fue un año del calendario romano prejuliano. En el Imperio romano, fue conocido como el año 635 Ab Urbe condita.

## Acontecimientos

### Grecia
- Hiparco de Nicea sucede a Eumacus en el cargo de arconte de Atenas.

### Roma
- Lucio Cecilio Metelo Dalmático y Lucio Aurelio Cota son elegidos cónsules de la República romana.

### Asia
- El ejército chino de la Dinastía Han comandado por los generales Huo Qubing y Wei Qing vencen al pueblo Xiongnu en la batalla de Mobei y lo obligan a huir al norte del desierto del Gobi.
- Se establece el monopolio gubernamental del licor, el hierro y la sal en la Antigua China.

## Fallecimientos
- Apolodoro de Atenas, historiador griego
- Li Guang, general chino de la Dinastía Han.

- Datos: Q44094